# Coupe d'Union soviétique de football 1971
Navigation
Édition 1970 Édition 1972
La Coupe d'Union soviétique 1971 est la 30e édition de la Coupe d'Union soviétique de football. Elle se déroule entre le 6 mars et le 8 août 1971.
La finale se joue les 7 et 8 août 1971 au Stade Lénine de Moscou et voit la victoire du Spartak Moscou qui remporte sa neuvième coupe nationale aux dépens du SKA Rostov. Ce succès lui permet de se qualifier pour la Coupe des coupes 1972-1973.

## Format
Trente-huit équipes prennent part à cette édition, soit l'intégralité des participants aux deux premières divisions soviétiques.
Le tournoi se divise en six tours, à l'issue desquels le vainqueur de la compétition est désigné. Les équipes de la première division font leur entrée en lice lors du deuxième tour.
Les confrontations des trois premiers tours se jouent sur deux manches. En cas d'égalité à l'issue d'une confrontation, la règle des buts marqués à l'extérieur est appliquée. Si elle ne permet pas de départager les deux équipes, le match retour passe en prolongation avant de s'achever aux tirs au but. À partir des quarts de finale, les confrontations se jouent en matchs uniques.

## Résultats

### Premier tour
Ce tour est disputé sous la forme de confrontations en aller-retour. Les matchs allers sont joués les 6 et 7 mars 1971 tandis que les rencontres retours prennent place les 10 et 11 mars 1971.
| Équipe 1                | Score  | Équipe 2                    | Aller | Retour |
| ----------------------- | ------ | --------------------------- | ----- | ------ |
| Alga Frounzé (D2)       | 3 - 2  | (D2) Tekstilchtchik Ivanovo | 1 - 1 | 2 - 1  |
| Kouzbass Kemerovo (D2)  | 2 - 0  | (D2) Volgar Astrakhan       | 2 - 0 | 0 - 0  |
| Stroïtel Achkhabad (D2) | 1 - 3  | (D2) Metallourg Zaporojié   | 1 - 1 | 0 - 2  |
| Moldova Kichinev (D2)   | 2 - 0  | (D2) Chinnik Iaroslavl      | 2 - 0 | 0 - 0  |
| Žalgiris Vilnius (D2)   | 3 - 3E | (D2) Pamir Douchanbé        | 2 - 3 | 1 - 0  |
| Daugava Riga (D2)       | 1 - 3  | (D2) Ouralmach Sverdlovsk   | 1 - 0 | 0 - 3  |

### Seizièmes de finale
Ce tour est disputé sous la forme de confrontations en aller-retour. Les matchs allers sont joués entre le 15 et le 17 mars 1971 tandis que les rencontres retours prennent place entre le 19 et le 22 mars 1971. Cette phase voit l'entrée en lice des équipes de la première division 1971.
| Équipe 1                  | Score | Équipe 2                       | Aller | Retour   |
| ------------------------- | ----- | ------------------------------ | ----- | -------- |
| Dinamo Kiev (D1)          | 3 - 1 | (D2) Alga Frounzé              | 2 - 1 | 1 - 0    |
| Spartak Ordjonikidzé (D2) | 1 - 4 | (D1) Dinamo Minsk              | 1 - 4 | 0 - 0    |
| Kouzbass Kemerovo (D2)    | 1 - 4 | (D1) Dinamo Moscou             | 0 - 2 | 1 - 2    |
| Kaïrat Alma-Ata (D1)      | 3 - 2 | (D2) Dniepr Dniepropetrovsk    | 1 - 1 | 2 - 1    |
| Dinamo Léningrad (D2)     | 0 - 4 | (D1) Zaria Vorochilovgrad      | 0 - 3 | 0 - 1    |
| Dinamo Tbilissi (D1)      | 2 - 1 | (D2) Krylia Sovetov Kouïbychev | 0 - 0 | 2 - 1    |
| Neftchi Bakou (D1)        | 1 - 0 | (D2) Lokomotiv Moscou          | 1 - 0 | 0 - 0    |
| Zénith Léningrad (D1)     | 4 - 0 | (D2) Metallist Kharkov         | 2 - 0 | 2 - 0    |
| Spartak Moscou (D1)       | 4 - 0 | (D2) Metallourg Zaporojié      | 3 - 0 | 1 - 0    |
| Pakhtakor Tachkent (D1)   | 2 - 1 | (D2) Moldova Kichinev          | 1 - 1 | 1 - 0    |
| Karpaty Lvov (D1)         | 3 - 2 | (D2) Pamir Douchanbé           | 2 - 2 | 1 - 0    |
| Chakhtior Karaganda (D2)  | 2 - 3 | (D1) SKA Rostov                | 2 - 0 | 0 - 3 ap |
| CSKA Moscou (D1)          | 3 - 1 | (D2) Torpedo Koutaïssi         | 1 - 0 | 2 - 1    |
| Rubin Kazan (D2)          | 0 - 2 | (D1) Torpedo Moscou            | 0 - 1 | 0 - 1    |
| Dinamo Minsk (D1)         | 3 - 1 | (D2) Ouralmach Sverdlovsk      | 2 - 0 | 1 - 1    |
| Ararat Erevan (D1)        | 3 - 2 | (D2) Tchernomorets Odessa      | 1 - 0 | 2 - 2    |

### Huitièmes de finale
Ce tour est disputé sous la forme de confrontations en aller-retour. Les matchs allers sont joués les 25 et 28 mars 1971 tandis que les rencontres retours prennent place entre le 29 mars et le 1er avril 1971.
| Équipe 1                  | Score  | Équipe 2                | Aller | Retour |
| ------------------------- | ------ | ----------------------- | ----- | ------ |
| Ararat Erevan (D1)        | 1 - 2  | (D1) Dinamo Tbilissi    | 0 - 0 | 1 - 2  |
| Dinamo Moscou (D1)        | 0 - 6  | (D1) Neftchi Bakou      | 0 - 2 | 0 - 4  |
| Zaria Vorochilovgrad (D1) | 1 - 2  | (D1) Kaïrat Alma-Ata    | 0 - 0 | 1 - 2  |
| Zénith Léningrad (D1)     | 1 - 0  | (D1) Dinamo Kiev        | 0 - 0 | 1 - 0  |
| SKA Rostov (D1)           | 3 - 1  | (D1) Karpaty Lvov       | 2 - 0 | 1 - 1  |
| Spartak Moscou (D1)       | 4 - 1  | (D1) Pakhtakor Tachkent | 4 - 0 | 1 - 1  |
| Torpedo Moscou (D1)       | 4 - 0  | (D1) Dinamo Minsk       | 3 - 0 | 1 - 0  |
| Chakhtior Donetsk (D1)    | 2E - 2 | (D1) CSKA Moscou        | 0 - 0 | 2 - 2  |

### Quarts de finale
Les rencontres de ce tour sont jouées les 1er et 2 juillet 1971.
| Date             | Locaux               | Score    | Visiteurs              |
| ---------------- | -------------------- | -------- | ---------------------- |
| 1er juillet 1971 | Neftchi Bakou (D1)   | 3 - 2    | (D1) Zénith Léningrad  |
| 1er juillet 1971 | Dinamo Tbilissi (D1) | 0 - 2    | (D1) Torpedo Moscou    |
| 1er juillet 1971 | SKA Rostov (D1)      | 2 - 1    | (D1) Chakhtior Donetsk |
| 2 juillet 1971   | Spartak Moscou (D1)  | 1 - 0 ap | (D1) Kaïrat Alma-Ata   |

### Demi-finales
Les rencontres de ce tour sont jouées le 24 juillet 1971.
| Date            | Locaux              | Score | Visiteurs           |
| --------------- | ------------------- | ----- | ------------------- |
| 24 juillet 1971 | Spartak Moscou (D1) | 5 - 0 | (D1) Neftchi Bakou  |
| 24 juillet 1971 | SKA Rostov (D1)     | 3 - 1 | (D1) Torpedo Moscou |

### Finale
La finale disputée le 7 août 1971 s'achève sur un match nul 2-2 entre les deux équipes à l'issue de la prolongation, la rencontre est de ce fait rejouée le lendemain.

#### Première finale
| Titulaires :    |                              |     |
|                 |                              |     |
|                 | Jonas Bauža (en)             |     |
|                 | Guennadi Logofet             |     |
|                 | Sergueï Olchanski            |     |
|                 | Viktor Borovikov (ru)        | 70e |
|                 | Nikolaï Abramov              |     |
|                 | Nikolai Kiselev              |     |
|                 | Vitali Mirzoïev (ru)         |     |
|                 | Galimzian Khoussaïnov        |     |
|                 | Nikolaï Osyanin              |     |
|                 | Viktor Papaïev (en)          | 46e |
|                 | Djemal Silagadze (ru)        |     |
|                 |                              |     |
| Remplaçants :   |                              |     |
|                 | Mikhaïl Boulgakov (ru)       | 46e |
|                 | Viatcheslav Iegorovitch (ru) | 70e |
|                 |                              |     |
| Entraîneur :    |                              |     |
| Nikita Simonian |                              |     |

| Titulaires :  |                           |     |
|               |                           |     |
|               | Lev Koudassov (ru)        |     |
|               | Anatoli Moguilny (ru)     |     |
|               | Viktor Getmanov           |     |
|               | Ivan Matvienko (ru)       |     |
|               | Vladimir Abramov (ru)     |     |
|               | Nikolaï Ivanov (ru)       |     |
|               | Richardas Kučinskas (ru)  |     |
|               | Alekseï Ieskov            |     |
|               | Anzor Chikhladze (en)     |     |
|               | Viktor Bondarenko (en)    | 60e |
|               | Anatoli Masliaïev (ru)    | 73e |
|               |                           |     |
| Remplaçants : |                           |     |
|               | Anatoli Zintchenko (en)   | 60e |
|               | Ievgueni Aleksandrov (ru) | 73e |
|               |                           |     |
| Entraîneur :  |                           |     |
| Iosif Betsa   |                           |     |

| Titulaires :    |                              |     |
|                 |                              |     |
|                 | Jonas Bauža (en)             |     |
|                 | Guennadi Logofet             |     |
|                 | Sergueï Olchanski            |     |
|                 | Viktor Borovikov (ru)        | 70e |
|                 | Nikolaï Abramov              |     |
|                 | Nikolai Kiselev              |     |
|                 | Vitali Mirzoïev (ru)         |     |
|                 | Galimzian Khoussaïnov        |     |
|                 | Nikolaï Osyanin              |     |
|                 | Viktor Papaïev (en)          | 46e |
|                 | Djemal Silagadze (ru)        |     |
|                 |                              |     |
| Remplaçants :   |                              |     |
|                 | Mikhaïl Boulgakov (ru)       | 46e |
|                 | Viatcheslav Iegorovitch (ru) | 70e |
|                 |                              |     |
| Entraîneur :    |                              |     |
| Nikita Simonian |                              |     |

| Titulaires :  |                           |     |
|               |                           |     |
|               | Lev Koudassov (ru)        |     |
|               | Anatoli Moguilny (ru)     |     |
|               | Viktor Getmanov           |     |
|               | Ivan Matvienko (ru)       |     |
|               | Vladimir Abramov (ru)     |     |
|               | Nikolaï Ivanov (ru)       |     |
|               | Richardas Kučinskas (ru)  |     |
|               | Alekseï Ieskov            |     |
|               | Anzor Chikhladze (en)     |     |
|               | Viktor Bondarenko (en)    | 60e |
|               | Anatoli Masliaïev (ru)    | 73e |
|               |                           |     |
| Remplaçants : |                           |     |
|               | Anatoli Zintchenko (en)   | 60e |
|               | Ievgueni Aleksandrov (ru) | 73e |
|               |                           |     |
| Entraîneur :  |                           |     |
| Iosif Betsa   |                           |     |

#### Finale rejouée
| Titulaires :    |                              |     |
|                 |                              |     |
|                 | Anzor Kavazachvili           |     |
|                 | Guennadi Logofet             |     |
|                 | Sergueï Olchanski            |     |
|                 | Ievgueni Lovchev             |     |
|                 | Nikolaï Osyanin              |     |
|                 | Nikolai Kiselev              |     |
|                 | Vitali Mirzoïev (ru)         |     |
|                 | Galimzian Khoussaïnov        |     |
|                 | Vassili Kalinov (ru)         |     |
|                 | Viktor Papaïev (en)          |     |
|                 | Djemal Silagadze (ru)        | 56e |
|                 |                              |     |
| Remplaçants :   |                              |     |
|                 | Viatcheslav Iegorovitch (ru) | 56e |
|                 |                              |     |
| Entraîneur :    |                              |     |
| Nikita Simonian |                              |     |

| Titulaires :  |                           |     |
|               |                           |     |
|               | Lev Koudassov (ru)        |     |
|               | Anatoli Moguilny (ru)     |     |
|               | Viktor Getmanov           |     |
|               | Ivan Matvienko (ru)       |     |
|               | Vladimir Abramov (ru)     |     |
|               | Nikolaï Ivanov (ru)       |     |
|               | Richardas Kučinskas (ru)  | 65e |
|               | Guennadi Antonov (ru)     |     |
|               | Viktor Tchourkine (ru)    |     |
|               | Anatoli Zintchenko (en)   |     |
|               | Ievgueni Aleksandrov (ru) |     |
|               |                           |     |
| Remplaçants : |                           |     |
|               | Anzor Chikhladze (en)     | 65e |
|               |                           |     |
| Entraîneur :  |                           |     |
| Iosif Betsa   |                           |     |

| Titulaires :    |                              |     |
|                 |                              |     |
|                 | Anzor Kavazachvili           |     |
|                 | Guennadi Logofet             |     |
|                 | Sergueï Olchanski            |     |
|                 | Ievgueni Lovchev             |     |
|                 | Nikolaï Osyanin              |     |
|                 | Nikolai Kiselev              |     |
|                 | Vitali Mirzoïev (ru)         |     |
|                 | Galimzian Khoussaïnov        |     |
|                 | Vassili Kalinov (ru)         |     |
|                 | Viktor Papaïev (en)          |     |
|                 | Djemal Silagadze (ru)        | 56e |
|                 |                              |     |
| Remplaçants :   |                              |     |
|                 | Viatcheslav Iegorovitch (ru) | 56e |
|                 |                              |     |
| Entraîneur :    |                              |     |
| Nikita Simonian |                              |     |

| Titulaires :  |                           |     |
|               |                           |     |
|               | Lev Koudassov (ru)        |     |
|               | Anatoli Moguilny (ru)     |     |
|               | Viktor Getmanov           |     |
|               | Ivan Matvienko (ru)       |     |
|               | Vladimir Abramov (ru)     |     |
|               | Nikolaï Ivanov (ru)       |     |
|               | Richardas Kučinskas (ru)  | 65e |
|               | Guennadi Antonov (ru)     |     |
|               | Viktor Tchourkine (ru)    |     |
|               | Anatoli Zintchenko (en)   |     |
|               | Ievgueni Aleksandrov (ru) |     |
|               |                           |     |
| Remplaçants : |                           |     |
|               | Anzor Chikhladze (en)     | 65e |
|               |                           |     |
| Entraîneur :  |                           |     |
| Iosif Betsa   |                           |     |